# 김동현 (CJ ENM 성우)
김동현(1994년 12월 24일 ~ )은 대한민국의 남자 성우다. 2021년 CJ ENM 성우극회 11기로 데뷔했다.

## 출연작

### 2021년
- 도깨비언덕에 왜 왔니? - 거북이, 악어병사1, TV3
- 신비아파트 시리즈
- 신비아파트 고스트볼Z: 어둠의 퇴마사 - 파란 해치, 윤수, 박수찬, 인디언 인형 2, 관객 1, 합체 좀비
- 세상에 나쁜 악귀는 없다 - 벤
- GHOST 무서 WAR 시즌 2 - 집주인, 골갑부장, 동현 친구, 모태솔, 경비 아저씨
- 구직남 - 모든 등장인물들, 감독, 조연출, 악당, 쁘띠궁 남자 직원, 외국인, 산타 할아버지, 유돌프, 걍다니엘, 두부, 레이디가가, 마미신랑, 레퍼관객(남), 신랑 아버지, 스눕덕, 강혐충, 아이언 향균맨, 또르, 흡연충
- 명탐정 코난 19기 - 조철수, 탁구부 남자, A군, 안만기
- 방과후 트레저헌팅 - 젊은 천보화
- 뱀파이어소녀 달자
- 이상한 과자가게 전천당 - 남선생, 형사
- 짱구는 못말려 6기 재더빙(더 비기닝) - 각종 단역
- 웰컴투 정글스쿨 - 백태웅, 고복

### 2022년
- 신비아파트 시리즈
- 신비아파트 고스트볼Z: 귀도퇴마사 - 민규, 경찰 2, 경찰 무전음, 망태기 노인, 박수찬, 남아 등서귀, 사냥꾼 2, 구급대원 2, 부하 늑대인간 2, 인어들, 해경 1, 귀도퇴마사 대원, 소방관 1, 승객 1, 골렘, 시민
- GHOST 무서 WARS 시즌 3 - 현혹귀, 머드맨, 장자리, 동진, 쌍둥이 동생
- 안녕! 보노보노 8기 - 코요테, 귀상어
- 뱀파이어소녀 달자 - 혁준
- 토마스와 친구들: 함께 달리자! - 벌스트로드, 트레이니악
- 명탐정 코난 20기 - 경찰2, 선글라스1, 강지훈, 할아버지, 황재용, 학생, 조광철, 강기평, 도민태, 강무송, 감식반3, 송주천
- 명탐정 코난 스페셜: 대괴수 고메라 VS 가면사나이 - 장공인
- 짱구는 못말려 22기 - 각종 단역
- 퍼피 구조대 8기 - 트레비스, 윙넛
- 요괴워치 음표

### 2023년
- 네모바지 스폰지밥 시즌 13 - 프레드
- 신비아파트 시리즈
- 신비아파트 고스트볼 ZERO - 소년, 남명일 친구 1, 홀린 주민 1, 마을 어르신
- 신비아파트 고스트볼 ZERO: 두 번째 이야기 - 수찬, 선상귀(아빠), 축구부 코치, 민구, 천문대 연구원 1, 블랑아파트 주민, 성국 친구 1, 라미아의 수하, 귀도퇴마사 대원 1
- 신비아파트 스페셜: 철궁이와 철원 히어로즈 한탄강의 전설 - 철수리
- 올리의 신비한 몬스터 가방 - 올리
- 명탐정 코난 21기 - 송태강, 김사장, 이대풍, 원동석, 민우신, 백민우, 천호명, 남나무, 정원사, 심정수, 구원일, 고봉준
- 안녕! 보노보노 9기 - 코요테
- 짱구는 못말려 23기 - 각종 단역

### 2024년
- 빅 네이트 - 니콜스 교장
- 링컨의 집에서 살아남기 집에서 놀자 스페셜 - 헌터, 토니 외 단역
- 안녕! 보노보노 10기 - 코요테
- 짱구는 못말려 24기 - 각종 단역
- 명탐정 코난 22기 - 조계남, 부태양, 차기택, 남무경, 차건영, 장두식, 견하진, 양태평, 마정일, 손창모
- 스쿠비 두! 미스터리 주식회사(카툰 네트워크) - 라파엘로
- 스쿠비 두, 괴물 의상의 비밀(카툰 네트워크) - 찰리
- 킹 트위티 - 해럴드
- 신비아파트 2단지 - 아빠, 반 아이 2, 연근 희망 남성 2, 김봉철, 새, 놀이터 원혼 3, 반 아이들 4
- 명탐정 코난 재더빙 1기 - 감식1(3화), 강도단 2 / 남자 1(4화), 승무원 1 / 남자 1(5화), 감식반 / 경비원 2 / 경찰 2(7화), 남직원 / 조문객 2 / 감식반 2(9~10화)

### 2025년
- 명탐정 코난 재더빙 1기 - 남자 2(11화), 마재명(12화), 범인 2(13화), 경찰 2(14화), 강도 4(15화), 경찰(19화), 형사 2 / 잠복 2(20화), 조원길(21화), 장민우(22화), 스태프 2(24화), 투수(30화), 경비 2 / 감식반 2(33화), 경찰 1 / 직원 1 / 감식반 2(34화)
- 귀멸의 칼날 - 쇼이치

### 극장판 애니메이션
- 극장판 명탐정 코난 시리즈
- 명탐정 코난: 흑철의 어영 - 레온하르트
- 명탐정 코난: 100만 달러의 펜타그램 - 나초 베르가
- 극장판 짱구는 못말려 시리즈
- 극장판 짱구는 못말려: 격돌! 낙서왕국과 얼추 네 명의 용사들 - 에너지장관 외 다수 배역
- 극장판 짱구는 못말려: 수수께끼! 꽃피는 천하떡잎학교 - 주머니 외 다수 배역
- 극장판 짱구는 못말려: 동물소환 닌자 배꼽수비대 - 오룡차
- 신차원! 짱구는 못말려 더 무비: 초능력 대결전 ~날아라 수제김밥~ - 경찰 1
- 신비아파트 시리즈/극장판 및 특별판
- 신비아파트 특별판: 빛의 뱀파이어와 어둠의 아이(TVING) - 아이기스 퇴마사, 뮤턴트 뱀파이어
- 신비아파트 극장판 차원도깨비와 7개의 세계 - 가드 2
- 신비아파트 특별판: 조선퇴마실록(TVING) - 현랑, 호위무사, 평안대감집 사람, 조선각귀, 거인각귀, 신하

### 특촬물
- 파워레인저 붐붐포스 - 추진 / 분 블랙

### 게임
- 쿠키런: 킹덤 - 캡틴캐비어맛 쿠키, 다급한 선원
- 원신 - 세토스, 셰이크 주바이르, 가비괴담

### 오디오 드라마
- 피그말리온 (야해) - 복어, 용사 외
- 모두에게 친절한 너는 왜 (야해) - 박태원 외
- 독어택(Dog Attack) (ACO) - 윤재희, 정진원
- 슈가 블루스(Sugar Blues) (ACO) - 임찬성
- 녹색전상 (ACO) - 주성치
- 세기말 풋사과 보습학원 (ACO) - 고태광
- LIFT (리프트) (ACO) - 김사준
- 연심계획 (해밍) - 연시연
- 불우한 삷 (ACO) - 제임스
- 파이브 바이 파이브(5x5) (ACO) - 최혁준
- 던전에서 BL이라니?! (밤마다 야해/해밍) - 실장 외

### 방송
- tvN Opening <목소리를 구분하는 방법> - 특별 출연

### 노래
- 올리의 신비한 몬스터 가방 오프닝 중 코러스(with 김윤기, 이우리)